# Flurazol
Flurazol ist eine chemische Verbindung aus der Gruppe der Thiazole. 

## Gewinnung und Darstellung
Flurazol kann ausgehend von Acetessigester durch Reaktion mit Trifluoracetonitril, Ammoniakwasser, Chlorcarbonylsulfenylchlorid, Phosphoroxychlorid und Natriumhydroxid gewonnen werden.

## Verwendung
Flurazol wird als Herbizid-Safener bei Sorghumhirsen verwendet. Das Saatgut wird mit 0,06–0,25 % Flurazol gebeizt, was die Kulturpflanze später vor dem Herbiziden Alachlor und Metolachlor schützt.
Die Verbindung wurde 1994 von Monsanto unter dem Handelsnamen Screen eingeführt.